# ランチア・フルヴィア

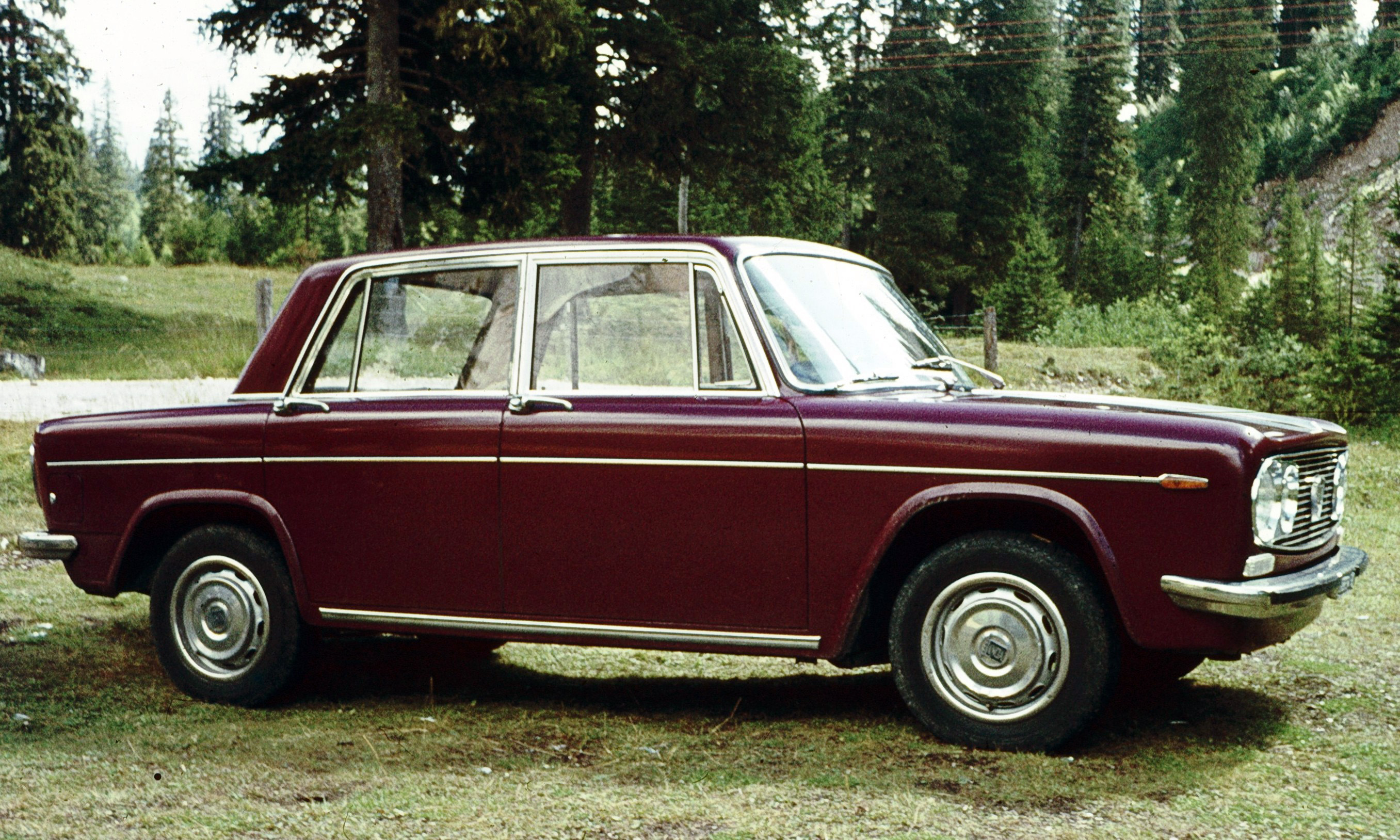
フルヴィア・ベルリーナ

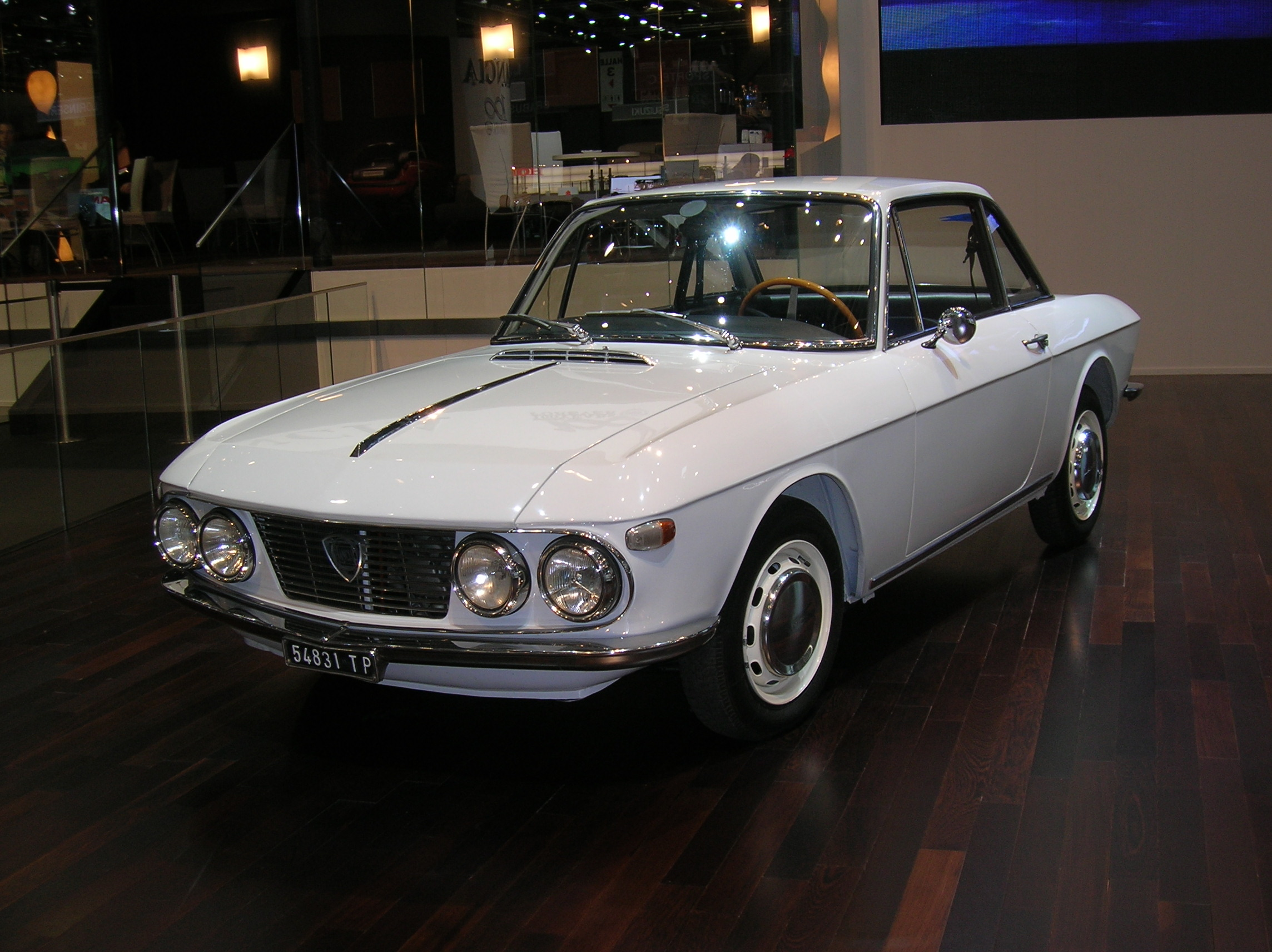
フルヴィア・クーペ

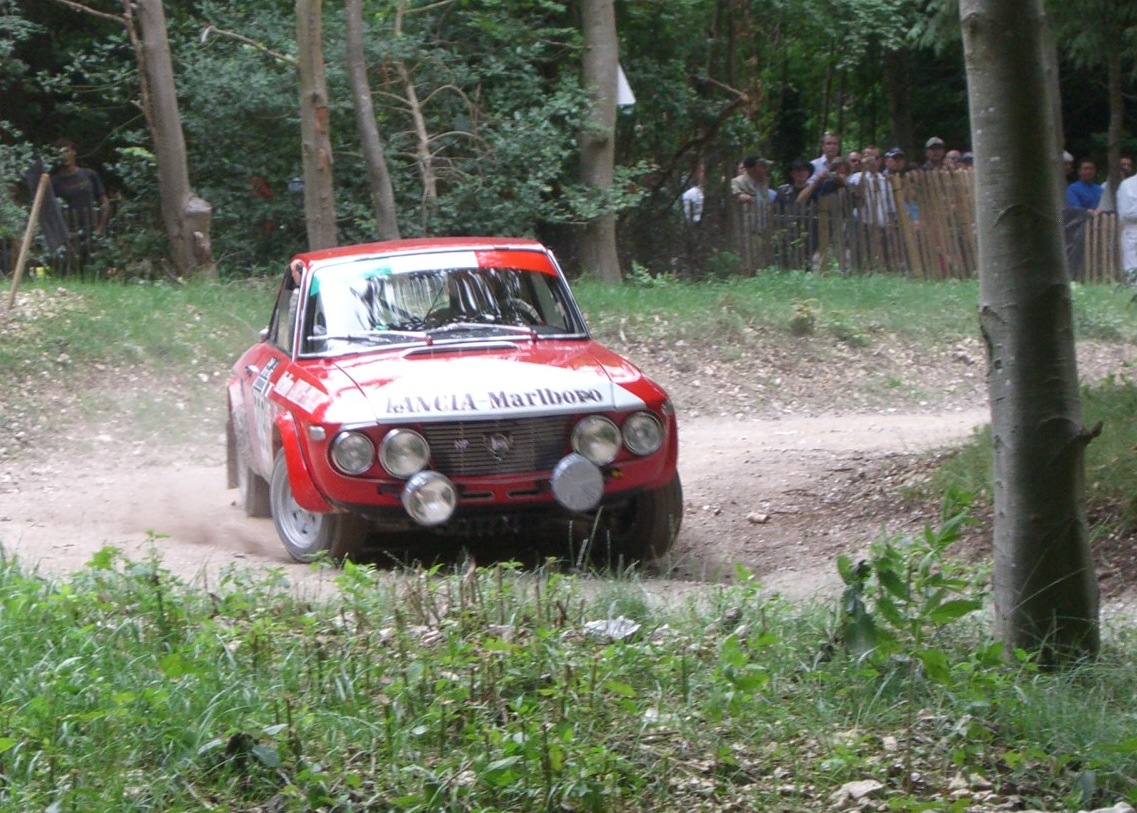
フルヴィア・ラリー1.6HF

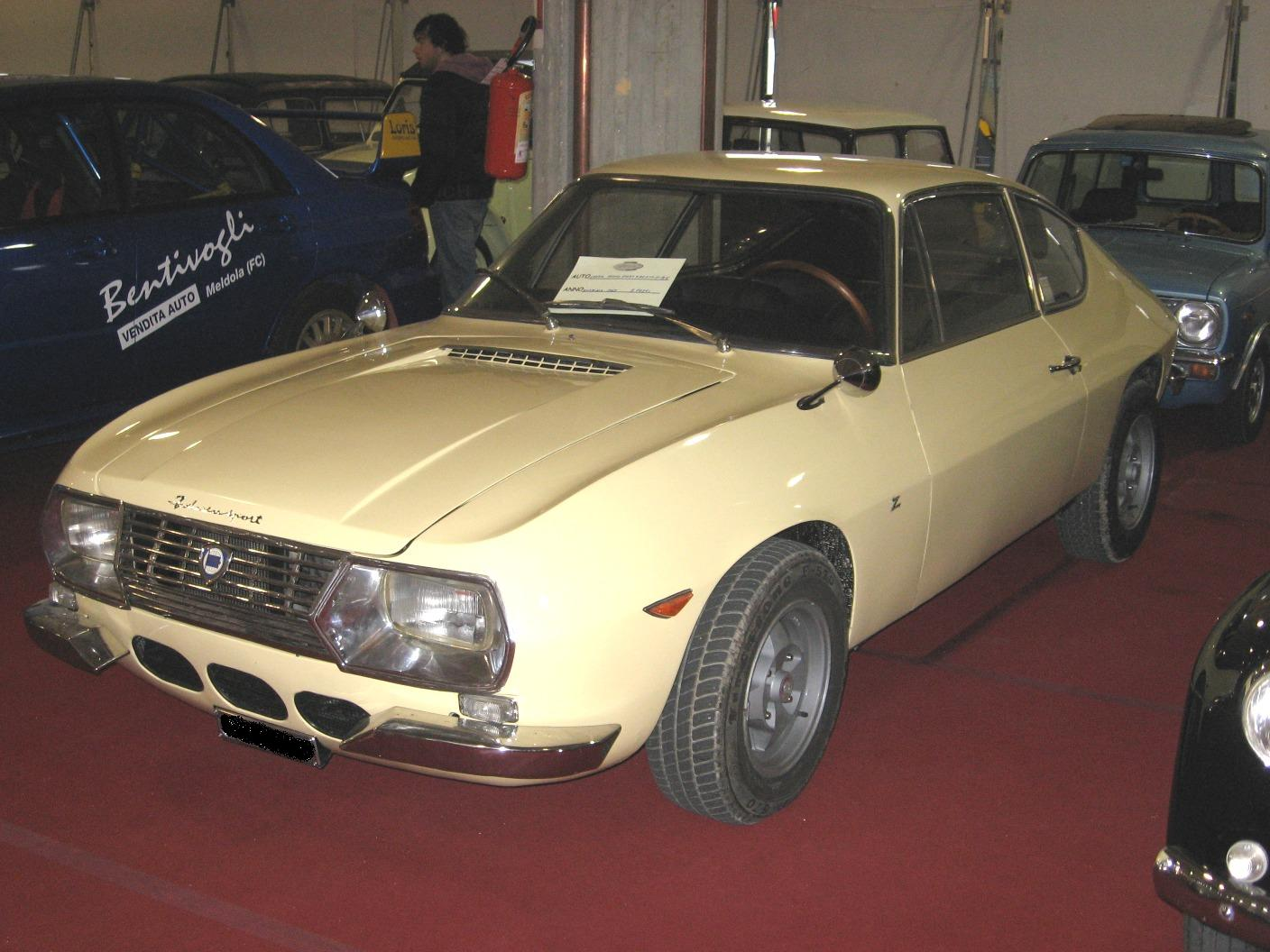
フルヴィア・スポルト・ザガート

フルヴィア（Fulvia ）は、イタリアの自動車メーカー・ランチアが1963年から76年まで製造・販売した小型乗用車である。1600HFモデルのラリーでの活躍で知られ、1972年にはWRCチャンピオンカーとなった。フィアットの傘下に入る前に設計された最後の純粋なランチアであり、その伝統に恥じない高度なメカニズム、上質な工作水準、上品なスタイルを持っていた。

## 概要
当時の大衆車アッピアの後継車として企画され、設計は上級車のフラヴィア同様、当時のランチアの主任設計者で、戦前フィアットで初代フィアット・500をダンテ・ジアコーサと共同開発したアントニオ・フェッシアであった。上級のアッピアとの共通点はほとんどなく、フラヴィア同様の前輪駆動（FWD）車だったが、エンジンはフラヴィアの水平対向式ではなく、1920年代の傑作車ラムダ以来伝統の狭角V4レイアウトをDOHC化して採用した。一方、意外にも後輪サスペンションはリーフスプリングによる固定式であった。フラヴィア同様、ダンロップ製4輪ディスクブレーキを装備していた点は非常に進歩的であった。

## 歴史
当初は「ベルリーナ」と呼ばれた1,091cc59馬力の、弁当箱のように真四角な4ドアセダン型のみで登場したが、ランチアの伝統に則って2つのボディバリエーション、自社デザインの「クーペ」と、ザガートによる前衛的な「スポルト」が追加される。
ベルリーナ　1963年登場。
- 2C - 71馬力エンジン搭載。
- GT - マイナーチェンジを受け1967年登場。エンジンをクーペと同じ1,216cc/1,231ccに拡大。
- GTE - 1968年に再改良　排気量を1,298ccに拡大。
- 69年ベルリーナ　-　ホイールベースを2cm延長、インテリア刷新。
- ベルリーナ5m - 5速MTギアボックスに変更。最終型としてベータ登場まで生産される。

クーペ　1965年に登場。ベルリーナより15cm短いホイールベースと、1,216cc/1,231cc90馬力エンジンを搭載。
- クーペHF - 1965年末に登場したラリーバージョン。
- ラリー1.3HF - クーペHFの改良型。1,298cc101馬力エンジン。
- ラリー1.3 - クーペの改良型。1,298cc87馬力。
- ラリー1.3S - 1,298cc92馬力版。
- ラリー1.6HF - 1969年登場のラリー1.3HFの発展型。1,584cc115馬力。
- ラリー1.6HFヴァリアンテ1016 - 最強のフルヴィア。1,584cc132馬力。
- クーペ1.3S - 標準型の1970年以降のマイナーチェンジ版。5速MTギアボックスに変更。1,298cc90馬力。1976年まで生産された最後のフルヴィア。
- クーペ1600HF - ラリー1.6HFのマイナーチェンジ版。1,584cc114馬力。
- クーペ1.3Sモンテカルロ - 1972年ワークスカーのレプリカ版。エンジンは1,298cc90馬力。

スポルト　1967年に登場。ザガートによる前衛的なアルミニウム製2シーターボディ　1967年のデビュー当初は1,216cc90馬力
- スポルト1.3 - 1,298cc87馬力の改良型。700台生産後、ボディはスチール製に変更。
- スポルト1,3S - 1,298cc92馬力版。
- スポルト1.3Sシリーズ2 - 1970年以降のマイナーチェンジ版。5速MTギアボックスに変更。黒いフロントグリルになり魅力が薄まる。
- スポルト1600 - シリーズ2で追加された1,584cc114馬力モデル。

高度なメカニズムと少ない生産規模に加えて、上記の通りコスト・生産効率・部品供給は二の次かと思われるほど仕様変更やモデル追加を繰り返した、上級のフラヴィアとの互換性もほとんどないフルヴィアが、当時のランチアにとって儲かる車種であったとはとても考えられない。このためフィアットは1972年にはフィアット製エンジンを持つベータを投入、クーペよりも売れ行きが不振だったベルリーナをまず廃止、翌年にはベータ・クーペを登場させ、スポルトとクーペ1600HFの生産を終了した。

## ラリー、レース活動

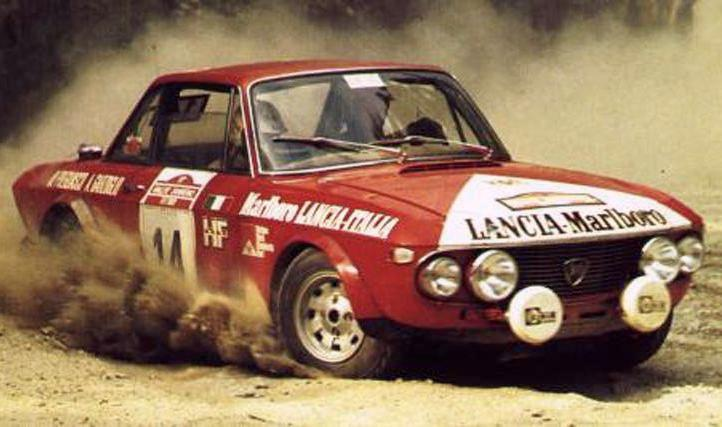
1973年ラリー・サンレモを疾走するフルヴィアHF(マウロ・プレグラスコ車)

フルヴィアでの国際ラリー参戦を遂げたチェーザレ・フィオリオ率いるセミワークスよりランチアワークスとなったHFスクアドラ・コルセより、ラリー・モンテカルロや過酷なサファリ、RACラリー等にも精力的に参戦する。
まず、60年代後半よりHF1.3を投入。
チームにおける歴代ラリーストとしてオヴェ・アンダーソン、サンドロ・ムナーリ、ハンヌ・ミッコラ、ラウノ・アルトーネンらのドライブにより数多くのラリー・ラウンドを勝ち取り、ラリーにおけるランチアブランドを一気に押し上げた。
クーペ1.6HFを投入する1970年。この時、メインストリームはスポーツカーが台頭するアルピーヌやダットサンが猛威を振るっており、チームの新人であるムナーリがエース格へ育つにはそこから2年待つこととなる1972年。ムナーリがモンテカルロで初優勝を遂げ、ここから、ランチアが世界の頂点を目指すターニングポイントとなっていく。
アルピーヌがボディの軽量化に加え、1.8リッターにスープアップしてきていた翌年のWRC元年。もはや熾烈が極まってくると1974年シーズン後半からストラトスにスイッチすることになり、最後までジロ・デ・イタリアやツール・ド・フランス、タルガ・フローリオ等のオンロードフィールドでも参戦させていた残ったクーペ1.3Sも1976年、それに合わせストラトスのサポートとしてベータ・クーペ1300と交代させていく事となる。

## 日本におけるフルヴィア
フルヴィアは1965年以降、当時の日本総代理店であった国際自動車商事を通じて各モデルが輸入された。台数的には数十台程度であったが、スポルトのオーナーには作家の安部公房の名もあった。1970年をもって国際自動車商事はランチアの輸入から撤退し、1976年にロイヤル・モータースによってベータ・クーペが輸入されるまで日本ではランチアの（正規）輸入は途絶えた。

## 復活の可能性

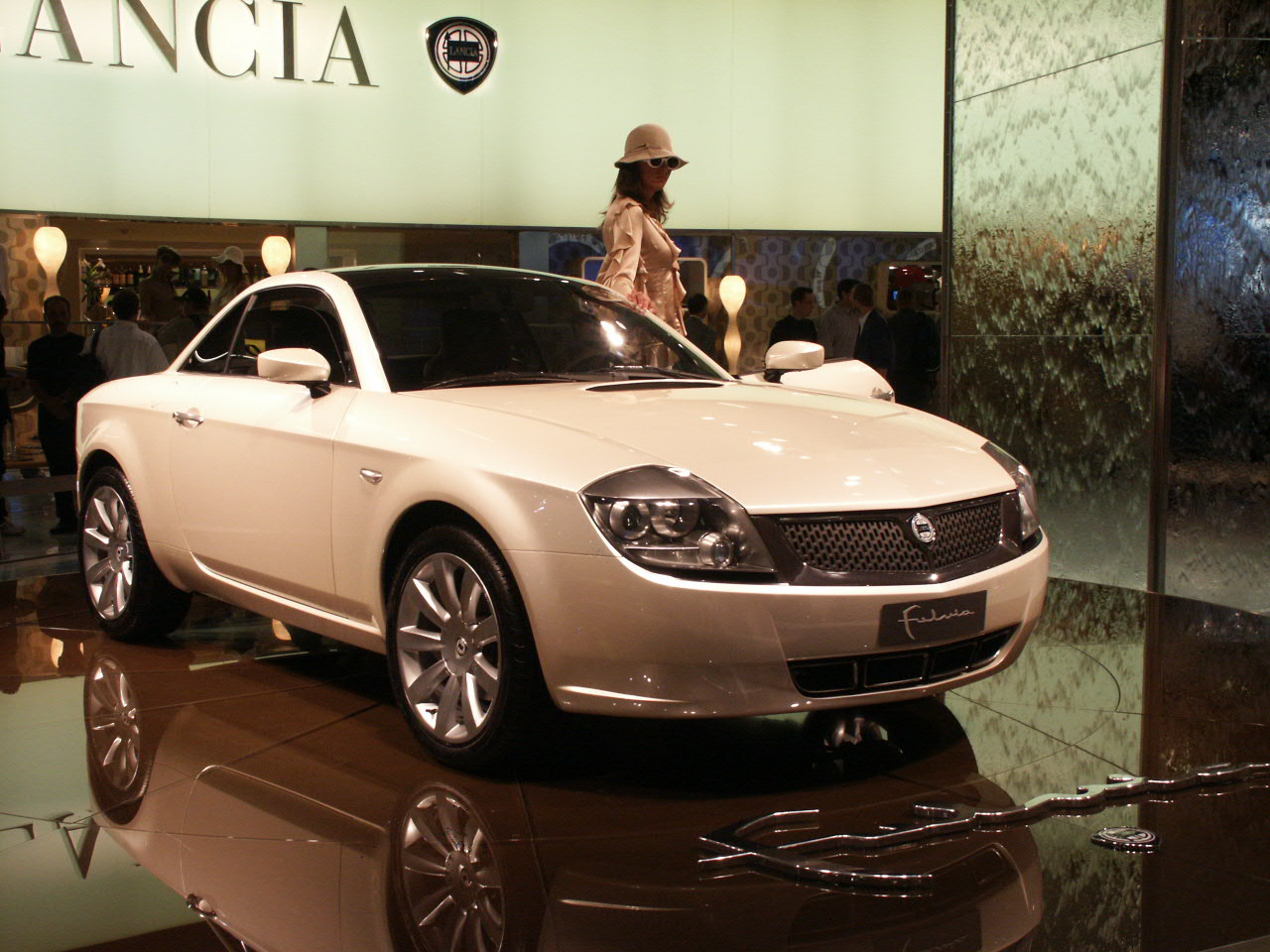
2003年のフルヴィア・プロトタイプ

2003年のトリノショーにはフルヴィアと名づけられた、往年のクーペをイメージさせる完成度の高いプロトタイプが展示され、VWビートルやミニのような現代版が登場するかと期待されたが、その後市販化への動きは無いようである。